# How the West Was Fun
How the West Was Fun (br Confusão no Velho Oeste) é um telefilme infantil norte-americano de 1994, estrelado pelas gêmeas Mary-Kate e Ashley Olsen. Foi exibido pela emissora ABC em 19 de novembro de 1994. A principio era para ser um episódio piloto de uma série para o canal, mas acabou virando um filme.

## Sinopse
As gêmeas Susie e Jessica de oito anos moram com o pai Stephen na Filadélfia. Um dia, elas recebem uma carta da madrinha de sua falecida mãe, a Natty, convidando-as para seu rancho. Natty está tendo problemas financeiros porque o rancho tem poucos visitantes pagantes e, embora tenha ofertas, não quer vendê-lo. Então Stephen e as meninas arrumam as malas e vão para o rancho tentam ajudar Natty. Chegando lá as irmãs se tornam detetives quando precisam ajudar o pai a desmascarar um espertalhão que pretende tomar posse de umas terras de Natty.

## Elenco
- Ashley Olsen como Jessica Martin
- Mary-Kate Olsen como Suzy Martin
- Elizabeth Olsen como Garota do Carro
- Martin Mull como Bart Gafooley
- Michele Greene como Laura Forrester
- Patrick Cassidy como Stephen Martin
- Ben Cardinal como George Tailfeathers
- Leon Pownall como Leo McRugger
- Peg Phillips como Natty
- Wes Tritter como Cookie
- Georgie Collins como Sra. Plaskett
- Heather Lea MacCallum como Leona
- Shaun Johnston como Phil
- Daniel Libman como Roger
- Bartley Bard como Sr. Sutton